# Navidad Melancólica
Navidad Melancólica é o vigésimo álbum de estúdio e o primeiro natalino da cantora e atriz mexicana Thalía. Foi lançado no dia 1° de novembro de 2024,
sob o selo da gravadora Sony Music Latina. O álbum é composto por cinco canções de Natal inéditas e dois covers de clássicos do gênero. 
O primeiro dos covers, "Al Mundo Paz" é uma adaptação da canção inglesa "Joy to the World", e o segundo cover é "Feliz Navidad", o clássico natalino de José Feliciano, que Thalía já havia lançado como single em 2020. A faixa "Nació la Luz" é uma colaboração com o pastor e músico cristão Marcos Witt.
O estilo musical do álbum se distancia de outros álbuns tradicionais de Natal, explorando ritmos latinos como bachata, cumbia e tropical, além de baladas pop.

## Antecedentes
Em 2011, o cantor canadense Michael Bublé gravou um medley cover da faixa intitulada "Mis Deseos/Feliz Navidad" para seu álbum natalino Christmas. A faixa contou com a participação de Thalía. A versão de Bublé entrou em várias paradas latinas e de Natal na Billboard, além de figurar em paradas de diversos países europeus como Bélgica e Hungria. A canção recebeu certificado de prata no Reino Unido.
Thalía lançou sua própria versão do clássico natalino "Feliz Navidad (Deezer Originals Version)" exclusivamente na plataforma de streaming Deezer,
em 28 de novembro de 2019. Na ocasião, foi criada uma playlist natalina com gravações exclusivas decovers de diversos artistas, como Gavin James, Aurora e Ella Henderson. A compilação, intitulada Big Christmas, continha 18 faixas e apresentva artistas de diversos países, incluindo Austrália, França, Noruega, Reino Unido e Filipinas. Em 17 de novembro de 2020, a cantora lançou outra versão solo da música, cantada em inglês e espanhol. Mergulhando no gênero eletrônico merengue, com influências dos sons dos anos 90, a artista incorporou melodias pop nesta nova releitura. A faixa estreou na posição #17 no Monitor Latino Pop Charts, na República Dominicana. Na segunda semana, a 
música subiu para a posição #6 naquela parada, sendo essa sua posição de pico. Também atingiu o pico de número 91 na Espanha.
Segundo a artista, em março de 2024, ela recebeu um telefonema da gravadora, que a cogitou trabalhar com dois novos compositores na cidade de Miami. 
Após compor uma música pop com eles, foi proposta a ideia de escrever uma música natalina e daí surgiram as canções para o álbum, que acabou sendo gravado em um total de três semanas. Nesse período, a artista também conheceu o cantor Marcos Witt, com quem gravou a música "Nació la Luz".

## Lançamento
No dia 9 de outubro de 2024, Thalía anunciou em suas redes sociais a chegada de seu primeiro álbum inteiramente natalino, compartilhando a arte da capa do disco em sua conta no Instagram.
Em 28 de outubro, a artista anunciou a tracklist completa de seu álbum, que contava com 7 faixas no total.
O projeto natalino foi disponibilizado oficialmente no dia 1º de novembro de 2024. Além do lançamento nas plataformas digitais, o álbum foi lançado em vinil, com as primeiras 100 cópias autografadas pela própria artista.
Na semana seguinte, Thalía viajou ao México para apresentar o material do álbum à imprensa, concedendo entrevistas a diversos veículos de comunicação.

## Singles e Promoção
Em 17 de novembro de 2020, foi lançada uma nova releitura da faixa "Feliz Navidad", cantada em inglês e espanhol. O videoclipe oficial da faixa estreou no dia 20 de novembro de 2020, no canal oficial da artista no YouTube.
No dia 1º de novembro de 2024, mesmo dia do lançamento do álbum, foi lançado o single "Nació la Luz", em colaboração com o cantor cristão Marcos Witt. Um videoclipe foi lançando, no qual é possível ver o processo de gravação da faixa, com dos dois cantores em estúdio.
Em 4 de dezembro de 2024, Thalía se apresentou ao vivo no evento de iluminação da árvore de Natal no Rockefeller Center, em Nova York, onde interpretou as músicas "Feliz Navidad" e "Nueva Navidad", bem como uma versão em inglês e espanhol da música "Joy to the World". Embora esta versão não esteja incluída no álbum, ela foi lançada como single promocional após sua apresentação.

## Faixas
| Navidad Melancólica |                                  |                                   |         |  |
| N.º                 | Título                           | Compositores                      | Duração |  |
| 1.                  | "Nueva Navidad"                  | Wilkins Maldonado                 | 3:35    |  |
| 2.                  | "Tengo Lo Que Quiero"            | Orlando Vitto Renzo Bravo         | 2:16    |  |
| 3.                  | "Nació La Luz (com Marcos Witt)" | Walter Afanasieff Steven Richards | 3:17    |  |
| 4.                  | "Velitas"                        | Vitto Bravo                       | 3:24    |  |
| 5.                  | "Barrio Bravo En Navidad"        | Camilo Lara Maco Carrion          | 3:03    |  |
| 6.                  | "Al Mundo Paz (Cover)"           | Steven Richards                   | 2:47    |  |
| 7.                  | "Feliz Navidad"                  | Armando Ávila                     | 3:41    |  |
| Duração total:      | Duração total:                   | Duração total:                    | 22:07   |  |